# Аеропорт (фільм, 1970)
«Аеропорт» (англ. «Airport») — американський трагікомедійний фільм-катастрофа 1970 року, екранізація однойменного роману Артура Гейлі. Режисер — Джордж Сітон.
У головних ролях — голлівудські зірки першої величини. Збори фільму в прокаті перевищили 100 000 000 доларів. У фільму 10 номінацій на премію «Оскар», в тому числі за найкращий фільм року, одна перемога за найкращу жіночу роль другого плану (Гелен Гейс).
Ернест Ласло зняв його на 70-міліметрову камеру Todd-AO. Це останній фільм, до якого написав музику Альфред Ньюман, і останні ролі в ньому зіграли Ван Хефлін та Джессі Ройс Лендіс. Це також останній фільм Росса Хантера, знятий для студії Universal після 17 років роботи на цій посаді.

## Сюжет
Психічно хворий експерт в області вибухівки Д. О. Герреро, доведений злиднями до відчаю, з метою отримання страховки в $300000 планує підірвати літак Boeing 707 авіакомпанії Trans Global Airlines (TGA) борт N324F за маршрутом Чикаго — Рим. Він прощається зі своєю дружиною Інес, яка нічого не підозрює, і вирушає в дорогу.
Паралельно розвиваються сюжетні лінії простих працівників міжнародного аеропорту «Lincoln International», розташованого в передмісті Чикаго: головного менеджера Мела Бейкерсфелда і досвідченого пілота, командира екіпажу Вернона Діміреста. Бейкерсфелд настільки занурений у роботу, що не помічає, як руйнується його сім'я — неповнолітні доньки практично не бачать батька, а дружина заводить роман на стороні й після чергової сварки з чоловіком просить розлучення. Вернон Дімірест, одружений багаторічним шлюбом, не любить свою дружину. Далеко від дому, він заводить романтичні стосунки зі стюардесою Гвен Мейген, яка несподівано зізнається, що вагітна від нього. Вже немолодий Дімірест наполягає на аборті, не бажаючи обтяжувати себе таким багажем.
Рейс 002 нарешті вилітає з Чикаго і бере курс на Рим…

## В ролях
- Берт Ланкастер — Мел Бейкерсфелд, головний менеджер аеропорту «Lincoln International»
- Дін Мартін — Вернон Дімірест, командир екіпажу, інструктор рейсу 002
- Гелен Гейс — Ада Квонсетт, безквиткова пасажирка рейсу 002
- Жаклін Біссет — Гвен Мейген, старша стюардеса рейсу 002, коханка Вернона Діміреста
- Джин Сіберг — Таня Лівінгстон, агент з обслуговування пасажирів авіакомпанії Trans Global Airlines, коханка Мела Бейкерсфелда
- Джордж Кеннеді — Джо Патроні, авіамеханік
- Баррі Нельсон — Енсон Гарріс, командир екіпажу рейсу 002
- Ллойд Нолан — Гаррі Стендіш, митний інспектор аеропорту «Lincoln International»
- Ван Гефлін — Д. О. Герреро, пасажир-терорист рейсу 002
- Морін Степлтон — Інес Герреро, дружина Д. О. Герреро
- Дана Вінтер — Сінді Бейкерсфелд, дружина Мела Бейкерсфельда
- Барбара Хейл — Сара Дімірест, дружина Вернона Діміреста
- Гері Коллінз — Сай Джордан, бортінженер рейсу 002
- Вірджинія Грей — Місис Шульц, пасажирка рейсу 002

## Цікаві факти
- Літак, що знімався в фільмі, 21 березня 1989 розбився при заході на посадку в аеропорту міста Сан-Паулу.